# Tricoryna offenbachi
Tricoryna offenbachi är en stekelart som först beskrevs av Girault 1934.  Tricoryna offenbachi ingår i släktet Tricoryna och familjen Eucharitidae. Inga underarter finns listade i Catalogue of Life.